# Sgian dubh

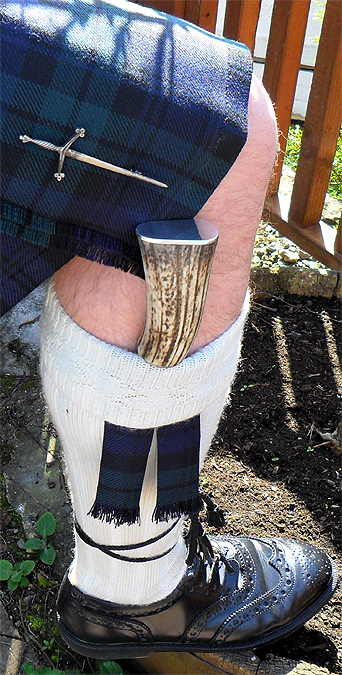
Sgian Dubh con empuñadura de asta de ciervo.

El  sgian dubh  (en inglés,  skean Dhu ) es el nombre gaélico escocés de un pequeño puñal que forma parte del traje tradicional de las Tierras Altas de Escocia. Según si el propietario lo lleva es diestro o zurdo se lleva en la pierna derecha o izquierda respectivamente.

## Etimología y pronunciación
El nombre sgian-Dubh es en gaélico escocés. El significado principal de "Dubh" es "negro". En sentido figurado equivale a "escondido". "Sgian-Dubh" quiere decir "cuchillo escondido". Escondido en la bota o el calcetín, en el lado de la mano más hábil para usarlo.
La pronunciación es según el gaélico escocés: [sk ʲ ɪnt̪uh]. Las formas inglesas son: "skene-Dhu" y "skean-Dhu".

## Construcción
Los antiguos sgian-Dubh tenían formas variadas, algunas con la punta afilada en la espina. La forma moderna de la hoja, en "punta de lanza" y un solo filo se ha convertido en universal. Las dimensiones típicas son del orden de los 80 mm. Los materiales tradicionales eran muy ricos, con hojas de acero más o menos decoradas. El mango podía ser de ébano tallado a mano, " Boog-wood " o cristal de cuarzo negro. Las hojas de acero damasquinado o decoradas con motivos celtas. El uso moderno es exclusivamente ceremonial y son frecuentes las imitaciones a base de materiales de menor calidad. La hoja no está nada afilado de acuerdo con las necesidades actuales.

## Legislación
En Inglaterra y Gales se permite llevar un sgian-Dubh cuando se viste el traje tradicional. En Estados Unidos y en Escocia ha habido problemas para llevar sgian-Dubh, por ser considerado un arma. En viajes aéreos hay que dejarlo en el equipaje.